# Ácido alfa-cetobutírico
El ácido α-cetobutírico es un producto de la lisis de la cistationina.
Además es uno de los productos de la degradación de la treonina, producido por el catabolismo del aminoácido por la enzima treonina deshidratasa. También es producto de la degradación de la homocisteína y por lo tanto del metabolismo de la metionina.
El ácido α-cetobutírico se transporta a la matriz mitocondrial, donde se convierte en propionil-CoA por el complejo alfa-cetoácido de cadena ramificada deshidrogenasa. Las siguientes reacciones mitocondriales producen succinil-CoA. Esta conversión se produce primero por la enzima mitocondrial propionil-CoA carboxilasa con biotina como cofactor, para producir S-metilmalonil-CoA. Este compuesto posteriormente se convierte en R-metilmalonil-CoA por la enzima mitocondrial metilmalonil-CoA epimerasa. Finalmente, la metilmalonil-CoA mutasa mitocondrial utilizando adenosilcobalamina como cofactor, produce succinil-CoA, el cual entra al ciclo del ácido cítrico.

## Conversión en sotolona en elVin jaunefrancés
El vin jaune francés se caracteriza por la formación de sotolona a partir del ácido α-cetobutírico.